# Caroline Plüss
Caroline Plüss, född 8 juni 1959 i Katarina församling i Stockholm, är en svensk före detta skådespelare och friidrottare. Hon är utbildad på Konstfack, där hon gick textillinjen. År 1978 spelade hon huvudrollen i Rune Formares ungdomsserie Sommarflickan. Hon fick rollen efter att ha uppmärksammats när hennes familj medverkade i TRU:s dokumentärserie Familjescener året innan.
Plüss har tävlat framgångsrikt i löpgrenar för Hammarby IF och Schweiz landslag. En tid innehade hon det schweiziska nationsrekordet på 400 meter häck (57,15).